# Афінський олімпійський тенісний центр

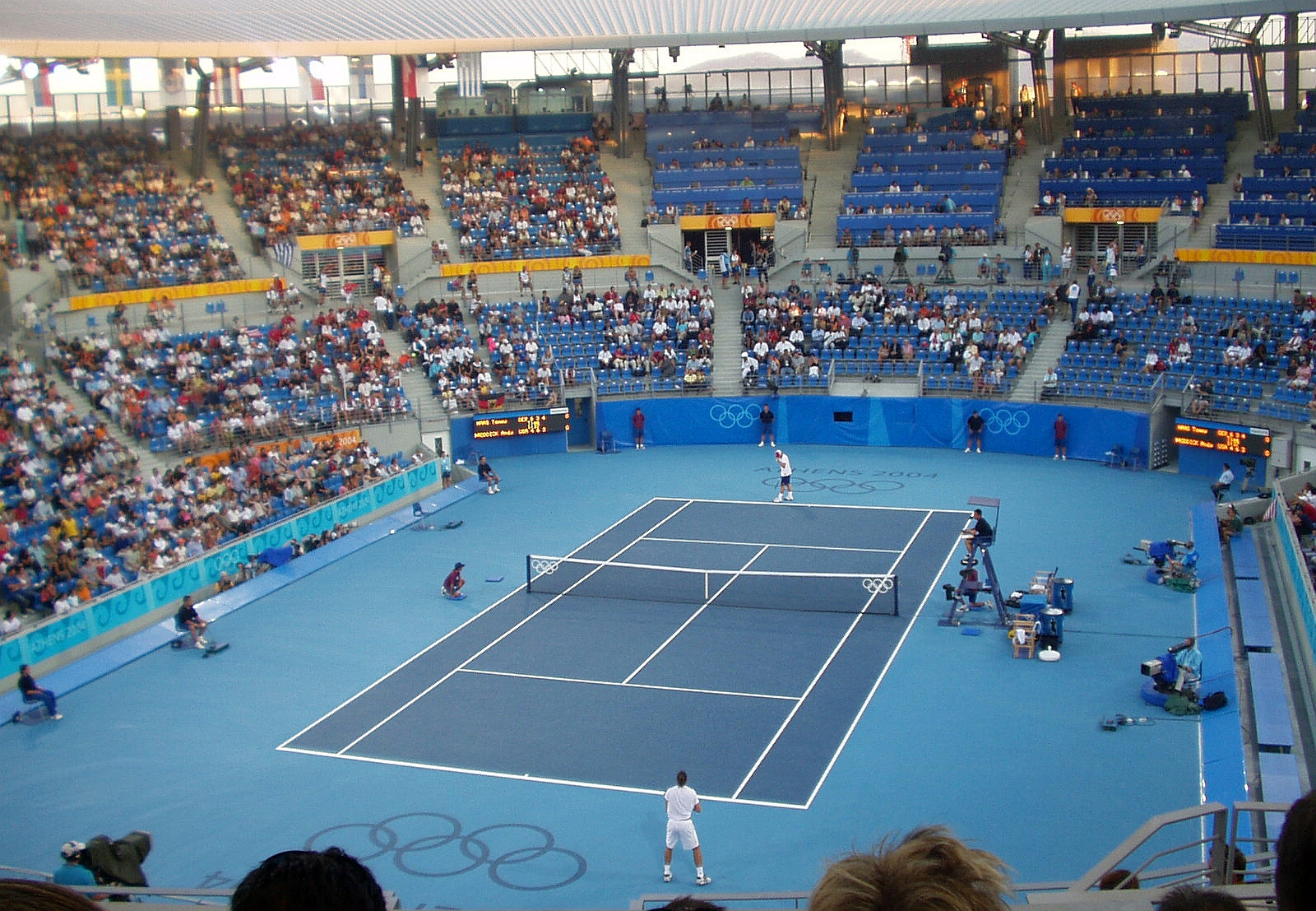
Центральний корт Олімпійського тенісного центру в Афінах.

Афінський олімпійський тенісний центр — це група з 16 тенісних кортів у Афінському олімпійському спортивному комплексі в Марусі, Афіни, Греція. Центр складається з головного стадіону, відомого як Центральний корт, який вміщує 8 600 уболівальників, хоча лише 6 000 місць було відкрито під час літніх Олімпійських ігор 2004 року та літніх Паралімпійських ігор 2004 року, а також два корти, що вміщують 4 300 глядачів (хоча під час Олімпіади було доступно лише 3 200 місць), і тринадцять кортів, кожен з яких вміщує 200 глядачів.
На кожному з кортів використовується м'яке акрилове покриття DecoTurf, таке ж, як і на Відкритому чемпіонаті США з тенісу. Центральний корт, зокрема, надзвичайно великий за мірками великих тенісних змагань, а місця розташовані відносно далеко від тенісного корту.

## Історія
Центр приймав тенісні матчі на літніх Олімпійських іграх 2004 року в Афінах, Греція. Будівництво центру було завершено в лютому 2004 року, а офіційне відкриття відбулося 2 серпня 2004 року.
У 2017 році клуб Грецької баскетбольної ліги, АЕК Афіни, оголосив про свої плани придбати приміщення Центрального корту, щоб перетворити його на свій домашній критий баскетбольний зал з глядацькими місцями для баскетбольних матчів на 9 500-10 000 місць